# NGC 3926
NGC 3926 este o galaxie lenticulară situată în constelația Leul. A fost descoperită în 26 aprilie 1785 de către William Herschel.